# 北陵鸢尾
北陵鸢尾（学名：Iris typhifolia）是鸢尾科鸢尾属的植物，为中国的特有植物。分布在中国大陆的内蒙古、吉林、黑龙江、辽宁等地，生长于海拔50米至1,000米的地区，一般生长在沼泽地以及水边湿地，目前尚未由人工引种栽培。

## 别名
香蒲叶鸢尾（中国东北部植物检索表）